# باژانوویتسه
باژانوویتسه (به لهستانی:  Bażanowice) یک روستا در لهستان است که در گمینا گولشوو واقع شده‌است. باژانوویتسه ۳٫۸۱ کیلومتر مربع مساحت و ۱٬۱۶۱ نفر جمعیت دارد.